# Liste von Waldhufendörfern
Die Liste dient als Kompendium zum Hauptartikel Waldhufendorf und beinhaltet Orte, die ursprünglich als Waldhufendorf angelegt worden sind. Einige (ehemalige) Waldhufendörfer sind:

## Deutschland

### Baden-Württemberg

#### Schwarzwald
- Beinberg, Unterlengenhardt und Maisenbach, Ortsteile von Bad Liebenzell im Landkreis Calw
- Dobel im Landkreis Calw
- Engelsbrand im Enzkreis  mit den Ortsteilen Grunbach und Salmbach
- Gaugenwald, ein Ortsteil der Gemeinde Neuweiler, rundes Waldhufendorf
- Martinsmoos, ein Ortsteil der Gemeinde Neubulach,
- Meistern, ein Stadtteil der Stadt Bad Wildbad, Landkreis Calw, Rundes Waldhufendorf,
- Neuweiler im Landkreis Calw  sowie alle Ortsteile der Gemeinde
- Schellbronn im Enzkreis
- Schmieh im Landkreis Calw
- Straubenhardt im Enzkreis, Ortsteile Conweiler, Feldrennach, Langenalb, Schwann
- Waldrennach, ein Teilort der Stadt Neuenbürg im Enzkreis

### Bayern

#### Bayerischer Wald
- Bischofsreut
- Finsterau
- Heinrichsbrunn
- Herzogsreut
- Kreuzberg, rundes Waldhufendorf

#### Unterbayerisches Hügelland
- Langeneck
- Angerstorf

#### Oberpfälzer Wald
- Pondorf (Winklarn)

### Hessen

#### Odenwald
- Airlenbach
- Bonsweiher
- Groß-Breitenbach
- Hetzbach
- Klein-Breitenbach
- Ober-Kainsbach
- Ober-Liebersbach
- Ober-Mossau
- Olfen
- Steinbuch, halbrundes Waldhufendorf
- Unter-Flockenbach
- Unter-Mossau
- Winterkasten
- Würzberg, Stadtteil von Michelstadt
- Zotzenbach, Ortsteil von Rimbach, wahrscheinlich ältestes Waldhufendorf Deutschlands

### Nordrhein-Westfalen
- Dalborn im Kreis Lippe
- Lüttelforst im Kreis Viersen
- Frasselt im Kreis Kleve
- Klinkum im Kreis Heinsberg

### Sachsen
- Altmittweida im Landkreis Mittelsachsen
- Blankenhain im Landkreis Zwickau
- Braunsdorf als einreihiges Waldhufendorf an der Zschopau
- Chemnitz-Ebersdorf
- Chemnitz-Reichenhain
- Chemnitz-Rottluff
- Dennheritz im Landkreis Zwickau
- Eppendorf im Landkreis Mittelsachsen
- Frankenthal im Landkreis Bautzen
- Fremdiswalde, Stadt Grimma im Landkreis Leipzig
- Gersdorf im Landkreis Zwickau
- Großschirma im Landkreis Mittelsachsen
- Großvoigtsberg im Landkreis Mittelsachsen
- Ottendorf bei Hainichen Ortsteil von Hainichen im Landkreis Mittelsachsen
- Hohendorf Ortsteil von Bad Brambach
- Jahnshain
- Kuhschnappel im Landkreis Zwickau
- Langenhessen im Landkreis Zwickau
- Lauterhofen im Landkreis Zwickau
- Leppersdorf im Landkreis Bautzen
- Leubsdorf im Landkreis Mittelsachsen
- Littdorf im Landkreis Mittelsachsen
- Ludwigsdorf (Görlitz)
- Mannichswalde im Landkreis Zwickau
- Marbach im Landkreis Mittelsachsen
- Markersdorf im Landkreis Görlitz
- Mülsen im Landkreis Zwickau
- Obercrinitz im Landkreis Zwickau
- Schönborn Stadtteil von Dresden
- Schneppendorf Stadtteil von Zwickau
- Sohland am Rotstein im Landkreis Görlitz

#### Erzgebirge
- Börnichen/Erzgeb. im Erzgebirgskreis
- Burkersdorf im Landkreis Mittelsachsen
- Borstendorf im Erzgebirgskreis
- Cämmerswalde im Landkreis Mittelsachsen
- Clausnitz im Landkreis Mittelsachsen
- Conradsdorf im Landkreis Mittelsachsen
- Dittersbach im Landkreis Mittelsachsen
- Dittersdorf (Glashütte) im Landkreis Sächsische Schweiz-Osterzgebirge
- Dörnthal im Erzgebirgskreis
- Drebach im Erzgebirgskreis
- Forchheim im Erzgebirgskreis
- Fürstenau im Landkreis Sächsische Schweiz-Osterzgebirge
- Gelenau im Erzgebirgskreis
- Grießbach im Erzgebirgskreis
- Grünhainichen im Erzgebirgskreis
- Jahnsbach im Erzgebirgskreis
- Jahnsdorf im Erzgebirgskreis
- Hallbach im Erzgebirgskreis
- Holzhau im Landkreis Mittelsachsen
- Kleinbobritzsch im Landkreis Mittelsachsen
- Kleinschirma im Landkreis Mittelsachsen
- Kleinwaltersdorf im Landkreis Mittelsachsen
- Königswalde im Erzgebirgskreis
- Krummenhennersdorf im Landkreis Mittelsachsen
- Lindenau im Erzgebirgskreis
- Langhennersdorf im Landkreis Mittelsachsen
- Lichtenberg/Erzgeb. im Landkreis Mittelsachsen
- Mulda/Sa. im Landkreis Mittelsachsen
- Nassau (Erzgebirge) im Landkreis Mittelsachsen
- Naundorf (Bobritzsch-Hilbersdorf) im Landkreis Mittelsachsen
- Naundorf (Dippoldiswalde) im Landkreis Sächsische Schweiz-Osterzgebirge
- Niederbobritzsch im Landkreis Mittelsachsen
- Oberbobritzsch im Landkreis Mittelsachsen
- Oberschöna im Landkreis Mittelsachsen
- Pfaffroda im Erzgebirgskreis
- Pretzschendorf, Landkreis Sächsische Schweiz-Osterzgebirge
- Schellerhau, Landkreis Sächsische Schweiz-Osterzgebirge
- Seifersdorf im Landkreis Sächsische Schweiz-Osterzgebirge
- Schönheide im Erzgebirgskreis
- Sohra (Bobritzsch-Hilbersdorf) im Landkreis Mittelsachsen
- Tannenberg (Sachsen) im Erzgebirgskreis
- Tuttendorf im Landkreis Mittelsachsen
- Venusberg im Erzgebirgskreis
- Wegefarth im Landkreis Mittelsachsen
- Weißenborn/Erzgeb. im Landkreis Mittelsachsen

#### Lausitzer Bergland,Sächsische SchweizundZittauer Gebirge
Sächsische Schweiz:
- Ehrenberg, Ortsteil von Hohnstein (Sächsische Schweiz)
- Langenhennersdorf, Ortsteil von Bad Gottleuba-Berggießhübel
- Lohmen (Hauptort Lohmen und Ortsteil Mühlhausen)
- Oberottendorf, Ortsteil von Neustadt in Sachsen
- Dorf Wehlen, Ortsteil von Stadt Wehlen
- Reinhardtsdorf, Ortsteil von Reinhardtsdorf-Schöna

Landkreis Görlitz:
- Altlöbau
- Beiersdorf
- Ebersbach/Sa.
- Eibau
- Friedersdorf (Spree)
- Großhennersdorf
- Großschönau
- Großschweidnitz
- Großdehsa
- Kleindehsa
- Kottmarsdorf
- Lauba
- Lawalde
- Mittelherwigsdorf
- Ober- und Niedercunnersdorf
- Oderwitz
- Oelsa
- Oppach
- Schönbach
- Spremberg, OT von Neusalza-Spremberg
- St. Michaelis
- Waltersdorf

Landkreis Bautzen:
- Bretnig-Hauswalde
- Cunewalde
- Großdrebnitz
- Lichtenberg
- Reichenau, Reichenbach, Häslich, Bischheim, Gersdorf, Möhrsdorf (Ortsteile der Gemeinde Haselbachtal)
- Taubenheim/Spree
- Wallroda (Arnsdorf)
- Wehrsdorf
- Wilthen

#### Vogtland
- Gürth[1]
- Landwüst
- Raun[2]
- Reumtengrün
- Schreiersgrün
- Schönbach (Greiz)
- Fröbersgrün[3]

### Thüringen
- Oberarnsdorf im Altenburger Land
- Deubach im Wartburgkreis
- Kahlenberg im Wartburgkreis
- Kittelsthal im Wartburgkreis
- Mosbach im Wartburgkreis
- Seebach im Wartburgkreis
- Sondra im Wartburgkreis
- Walpernhain im Saale-Holzland-Kreis
- Wolperndorf im Altenburger Land

## Slowakei
- Liptovská Teplička
- Nová Lehota
- Zuberec

## Tschechische Republik

### Böhmerwald
- Hlásná Lhota
- Repesin
- Sviňovice
- Rohanov

### Böhmisch-Mährische Höhe
- Pomezí

## Österreich

### Burgenland
- Oberschützen[4]
- Jabing
- Wiesfleck
- St. Kathrein
- Punitz

### Oberösterreich
- Langzwettl in der Gemeinde Zwettl an der Rodl[5]